# Acidente do Boeing 737 da Occidental Petroleum em 1998
Em 5 de maio de 1998, um Boeing 737-282, alugado da Força Aérea Peruana e atendendo a um voo fretado da Occidental Petroleum, caiu em tempo chuvoso durante a aproximação de Andoas, Peru, matando 75 pessoas a bordo. Onze passageiros e dois membros da tripulação sobreviveram.
A Occidental Petroleum fretou a aeronave para transportar trabalhadores para o campo de petróleo de Andoas. A aeronave foi registrada como FAP-351 e só entrou em serviço na Força Aérea Peruana algumas semanas antes do acidente.

## Acidente
A aeronave caiu por volta das 21h30, horário local, durante uma aproximação NDB com o Aeroporto Alférez FAP Alfredo Vladimir Sara Bauer em Andoas. A aeronave caiu a 3 milhas (4,8 km) de Andoas. Estava programado para chegar a Andoas às 21h17 locais. As equipes médicas demoraram mais de um dia para chegar ao local do acidente devido ao mau tempo, com os sobreviventes sendo carregados em macas sob chuva torrencial para um posto médico em Andoas porque o tempo impediu sua evacuação de helicóptero. Mais tarde, uma aeronave de resgate Boeing 737 da Força Aérea Peruana voou para Andoas, carregando uma equipe médica, especialistas em acidentes e investigadores da polícia.